# Етнографічне районування
Етногра́фічне районува́ння — поділ певної території на локальні культурно-побутові групи населення — етнографічні групи, які мають спільні риси мовного, звичаєвого, господарського характеру, зумовлені природним середовищем та історичним розвитком кожної групи, а також етнокультурними взаємозв'язками з сусідніми народами.
Таке районування ґрунтується на локальних відмінностях народної культури — духовної та матеріальної. Складові народної культури органічно пов'язані між собою, є традиційними. Традиційна культура є етнодифернціюючою ознакою населення Землі. Природне середовище та історичні умови окремих етнографічних регіонів зумовили формування певного типу культури з певними особливостями занять, побуту, громадської організації, вірувань, обрядів тощо. У межах невеликих географічних територій ступінь уподібнення культурних складників більший, у межах більших регіонів цей ступінь зменшується, через що етнографічне районування країн є кількаступеневим.